# Бони (Эна)
Бони́ (фр. Bony) — коммуна во Франции, находится в регионе Пикардия. Департамент коммуны — Эна. Входит в состав кантона Боэн-ан-Вермандуа. Округ коммуны — Сен-Кантен.
Код INSEE коммуны — 02100.

## Население
Население коммуны на 2010 год составляло 135 человек.
| 1962 | 1968 | 1975 | 1982 | 1990 | 1999 | 2010 |
| ---- | ---- | ---- | ---- | ---- | ---- | ---- |
| 152  | 110  | 109  | 125  | 101  | 124  | 135  |

## Экономика
В 2010 году среди 90 человек трудоспособного возраста (15—64 лет) 63 были экономически активными, 27 — неактивными (показатель активности — 70,0 %, в 1999 году было 60,5 %). Из 63 активных жителей работали 48 человек (29 мужчин и 19 женщин), безработных было 15 (8 мужчин и 7 женщин). Среди 27 неактивных 7 человек были учениками или студентами, 6 — пенсионерами, 14 были неактивными по другим причинам.